# Ginásio de Esportes Antônio Balbino
O Ginásio de Esportes Antônio Balbino, mais conhecido como Balbininho, foi um centro poliesportivo da cidade de Salvador, localizado na Ladeira da Fonte das Pedras, mesmo local do antigo Estádio Octávio Mangabeira, a Fonte Nova.
Ele era palco de vários eventos como campeonatos de jiu-jitsu, basquete, voleibol, handebol, futsal, shows de artistas e lutas de boxe. Antes de ser demolido, o Balbininho foi palco da primeira edição dos Jogos Comunitários da Bahia (Jocomba).
O ginásio foi sede da Salonpas Cup de 2001, primeira edição da competição internacional organizada pela Confederação Brasileira de Voleibol (CBV). Essa edição, ocorrida no mês de julho, foi vencida pelo BCN/Osasco, comandado pelo técnico José Roberto Guimarães. Virna Dias da equipe campeã recebeu o prêmio de Melhor Jogadora desta edição.
A piscina olímpica, pista de atletismo e o Balbininho, equipamentos da Vila Olímpica da Fonte Nova, foram demolidos em 2010 para dar lugar ao estacionamento da Arena Fonte Nova, que foi construída para sediar vários eventos esportivos e não esportivos, principalmente a Copa do Mundo FIFA de 2014.